# Čínsko-ruské vojenské vztahy
Po zavedení embarga Evropskou unií na Čínu jako důsledek protestů na náměstí Nebeského klidu v roce 1989 se Čína stala důvěryhodným klientem pro ruský vojenský export, který tvoří 25–50 % všech zahraničních vojenských prodejů. 9. listopadu 1993 ruský ministr obrany Pavel Gračov a čínský ministr obrany Čch Chao-tchien podepsali pětiletou dohodu o obranné spolupráci, která umožnila zvýšení počtu vojenských přidělenců umístěných v příslušných hlavních městech. 12. června 1994 ruský a čínský ministři obrany podepsali dohodu o zabezpečení hranic, která byla určená k prevenci potenciálně nebezpečních vojenských incidentů, jako jsou neúmyslná radarová rušení a narušení vzdušného prostoru. V prosinci roku 1996 Rusko dokončilo „prodej stíhaček Su-27 a související výrobní technologie do Číny".
Dne 19. října 1999 čínský ministr obrany Čch Chao-tchien po setkání se syrským ministrem obrany Mustafou Tlassem v Damašku za účelem pojednání rozšíření vojenských vazeb mezi Čínou a Sýrií odletěl přímo do Izraele. Tam se setkal s tehdejším premiérem a ministrem obrany Ehudem Barakem, aby jednali o vojenských vztazích. Mezi vojenskými ujednáními byl izraelsko-ruský prodej vojenských letadel v hodnotě 1 miliardy dolarů Číně, které měly být společně vyrobeny Ruskem a Izraelem.
Na počátku 21. století bylo Rusko hlavním dodavatelem vojenského vybavení pro Čínu. Z ekonomického hlediska bylo Rusko motivováno slabostí vlastní ekonomiky a potřebou hledat toky přijmů tam, kde byly dostupné. V ruských geopolitických úvahách Rusko předpokládalo, že dobře vybavená čínská armáda představuje větší riziko pro zájmy Spojených států a evropských zemí než pro své vlastní zájmy.
V roce 2004 Ruské ministerstvo zahraničí zablokovalo jak prodej stíhaček Su-35, tak i bombardérů Tupolev Tu-22M do Číny kvůli obavám ohledně opatření pro čínskou výrobu Suchoj Su-27SK (známého jako Shenyang J-11). Původně licenční smlouva požadovala, aby motory a avionika byly dodávány ruskými dodavatelskými firmami, nicméně do roku 2004 byly tyto kompotenty vyráběny v tuzemsku.
V současné době[kdy?] se Čína zaměřuje na domácí návrhy a výrobu zbraní, přičemž stále dováží určité vojenské produkty z Ruska, jako jsou proudové motory. Čína se snažila stát nezávislou ve svém obranném sektoru a také se stát konkurenceschopnou na globálních trzích se zbraněmi. I přesto, že její obranný sektor se rychle rozvíjí, zůstávají mezery v určitých schopnostech, včetně vývoje elektronických a spolehlivých pohonných systémů, ačkoli se výroba čínské obranné průmyslové výroby významně zlepšila, což poskytuje výhodu oproti jiným armádám v asijsko–pacifickém regionu. Bílá kniha o obraně Číny z roku 2015 požadovala „nezávislé inovace" a „udržitelný rozvoj" vyspělých zbraní a vybavení.
V září 2018 Rusko hostilo čínské a mongolské armády jako součást vojenského cvičení Vostok 2018 s cílem posílit vztahy mezi zeměmi, čímž se staly prvními dvěma mimo bývalý Sovětský svaz, které se cvičení zúčastnily.
V prosinci roku 2019 představitelé společnosti Rostec obvinili Čínu z krádeže duševního vlastnictví řady vojenských technologií. V červnu 2020 obvinilo Rusko jednnoho ze svých vědců pracujících v Arktidě z předávání citlivých informací Číně.
Podle amerických úřadů již v únoru 2022 Rusko požádalo Čínu o pokročilé vojenské zbraně, zejména o ozbrojené drony pro použití při invazi na Ukrajinu. Čína i Rusko tato obvinění popřely.
Dne 17. dubna 2023 čínský ministr obrany Li Šang-fu podnikl svou první zahraniční návštěvu do Ruska. V rámci své čtyřdenní návštěvy se setkal s ruským prezidentem Vladimirem Putinem a ministrem obrany Sergejem Šojguem v Moskvě. Během setkání Li Šang-fu prohlásil, že vztahy mezi Čínou a Ruskem „převyšují vojensko-politické aliance éry studené války".

## Vojenská cvičení a společné hlídky
V červenci 2019 a opět v prosinci 2020 Rusko a Čína prováděly společné hlídky bombardérů nad Tichým oceánem.
V listopadu 2022 ruské a čínské válečné letouny včetně strategických bombardérů Tupolev-95 a XIAN H-6K provedly společné hlídky nad Japonským mořem a Východočínským mořem.
V září 2022 se čínské vojenské jednotky účastnily vojenského cvičení Vostok 2022.